# Hong Kong (warenhuisketen)
Hong Kong Group Oy was een Finse warenhuisketen. Het bedrijf werd opgericht in 1989 en was eigendom van het management van het bedrijf en particuliere Finse investeerders. Bij de groep werkten ongeveer 650 mensen. 

## Geschiedenis

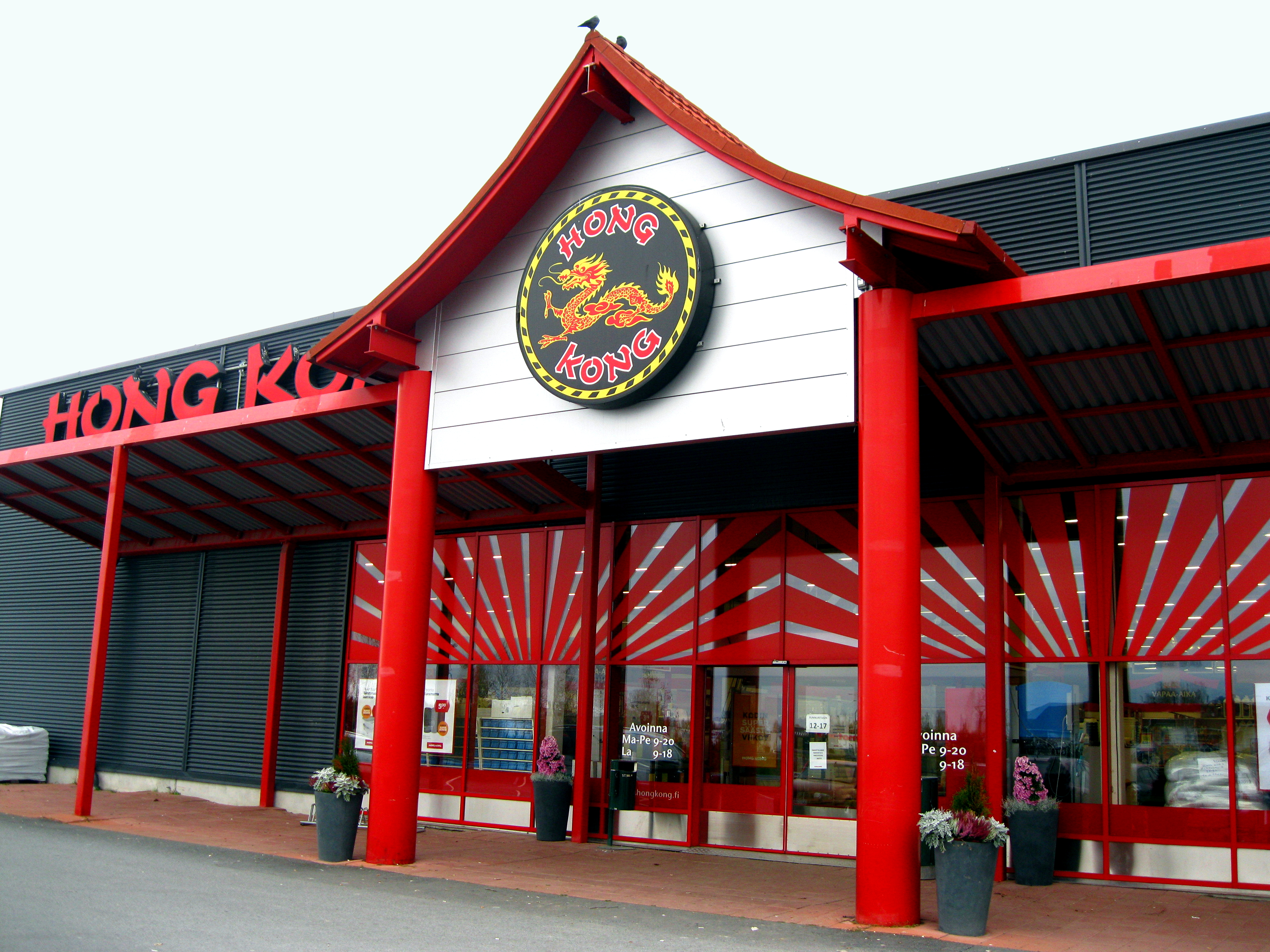
Warenhuis van Hong Kong in Seinäjoki.

De vestiging van het warenhuis in Vantaan werd bijna volledig verwoest bij een brand in de kerstnacht in 2010. Het bedrijf had aan het begin van 2017 betalingsproblemen en heeft een herstructurering aangevraagd.
In mei 2018 maakte de Zweedse discountketen Rusta bekend Hong Kong te kopen. In mei 2020 maakte Hong Kong bekend dat de naam van het bedrijf was gewijzigd in Rusta Finland Group Oy, en dat de winkelnamen in juni 2020 zouden veranderen. Op 13 mei 2020 werden de eerste warenhuizen, in Lappeenranta en Kokkola, heropend onder de naam Rusta. In juni 2020 waren alle warenhuizen in Hongkong en de online winkel omgebouwd naar het merk Rusta.